# Arnold Abel
Arnold Abel (* in Köln; † 14. Februar 1564 in Innsbruck) war ein deutscher Bildhauer und Steinmetz der Renaissance.

## Leben
Über den aus der Kölner Künstlerfamilie Abel stammenden Arnold Abel ist wenig bekannt. 1561 hielt er sich in Wien auf. Am 28. April 1561 erhielten er und seine Brüder Bernhard Abel, ebenfalls Steinmetz und Bildhauer, und der in Prag lebende Maler und Zeichner Florian Abel, in Wien den gemeinsamen Auftrag zur Ausgestaltung des lange unvollendet gebliebenen Grabmals des Kaisers Maximilian I. in der Hofkirche zu Innsbruck durch vierundzwanzig Reliefs aus Marmor.
Die Abreise nach Innsbruck erfolgte im Mai 1561, dann bis Dezember 1561 eine Reise nach Italien zur Marmorgewinnung und Studium der Antike. Die bald darauf begonnenen Arbeiten verliefen schleppend. Sein Bruder Bernhard war bereits 1563 verstorben, so dass nach dem Tode Arnolds 1564 in Innsbruck die weitere Ausführung der Reliefarbeiten dem späteren Hofbildhauer Alexander Colin übertragen wurde. Dieser übernahm sämtliche vierundzwanzig Zeichnungsvorlagen Florian Abels und beendete die Ausführung 1567. Ein Relief konnte Arnold Abel mit seinem Bruder Bernhard eigenständig fertigstellen, zwei weitere waren nur angefangen.
Ein Werkverzeichnis ist bisher nicht ermittelbar.
Zum Leben und Werk der Brüder Abel siehe Brüder Abel.